# إيرني روبرتس
إيرني روبرتس (بالإنجليزية: Ernie Roberts)‏ هو نقابي وسياسي بريطاني (وحمل سابقاً جنسية المملكة المتحدة لبريطانيا العظمى وأيرلندا)، ولد في 20 أبريل 1912، وتوفي في 28 أغسطس 1994. حزبياً، نشط في حزب العمال. في الانتخابات العامة للمملكة المتحدة 1979 ‏، انتخب عضو البرلمان الثامن والأربعون للمملكة المتحدة عن دائرة هاكني الشمالية وستوك نيوينغتون خلال فترته النيابية ‏ (3 مايو 1979 – 13 مايو 1983) وفي الانتخابات العمومية للمملكة المتحدة 1983 ‏، انتخب عضو البرلمان التاسع والأربعون للمملكة المتحدة عن دائرة هاكني الشمالية وستوك نيوينغتون خلال فترته النيابية ‏ (9 يونيو 1983 – 18 مايو 1987).